# 谷関温泉

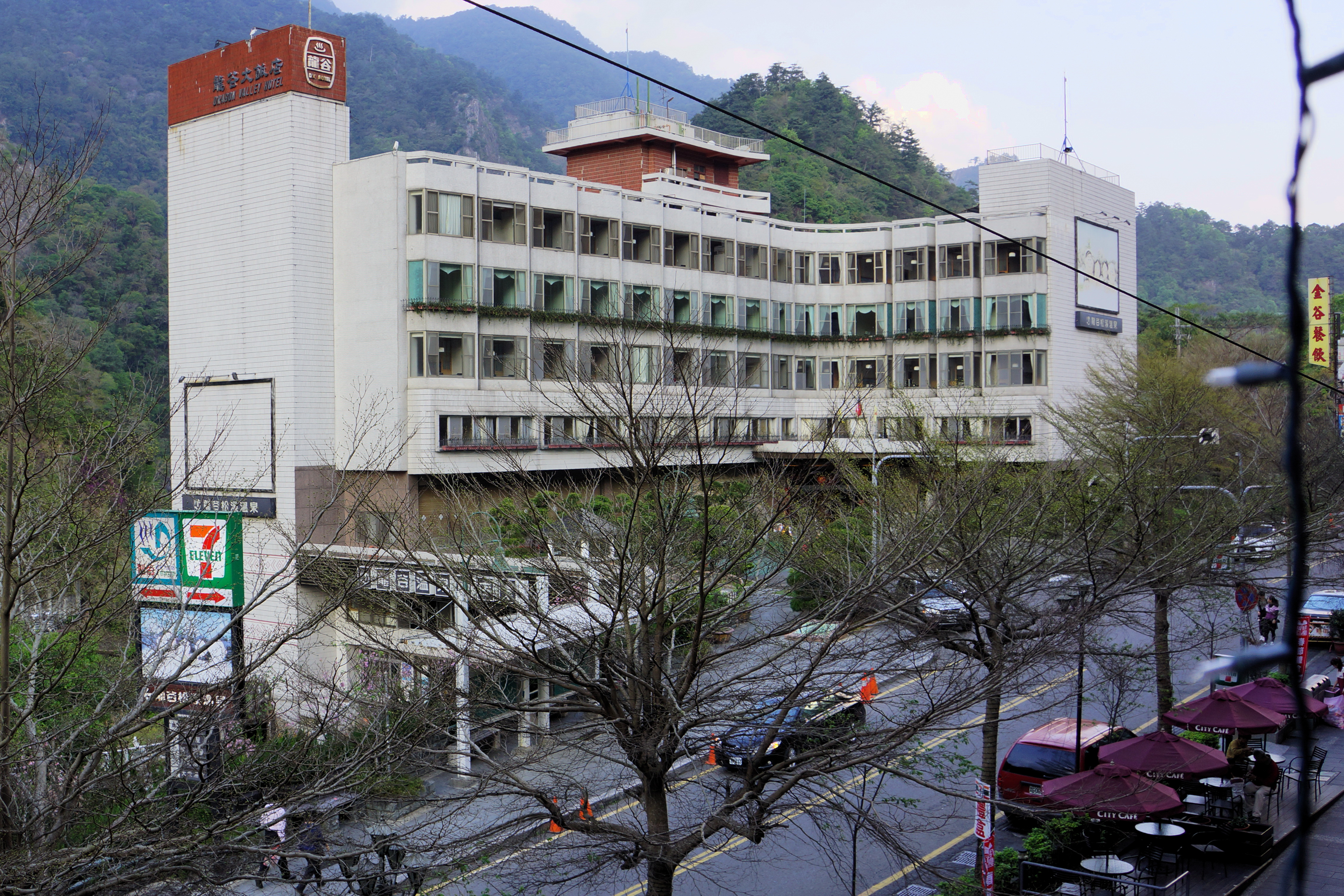
龍谷飯店

谷関温泉（こくかんおんせん）は中華民国台湾台中市和平区にある温泉。

## 泉質
炭酸水素ナトリウム泉で、泉温は最高で約60度、pH7.9、炭酸イオン約242ppm、ナトリウムイオン約146ppm。

## 歴史
日本統治時代の明治40年（1907年）、この地に温泉が発見したことから、明治温泉と呼ばれた。富士温泉、桜温泉と中部の3大温泉といわれた。1927年、公衆浴場が設置された。戦後、谷関温泉と改称された。2019年6月、日本の星野リゾートが「星のや グーグァン」を進出させた。

## アクセス

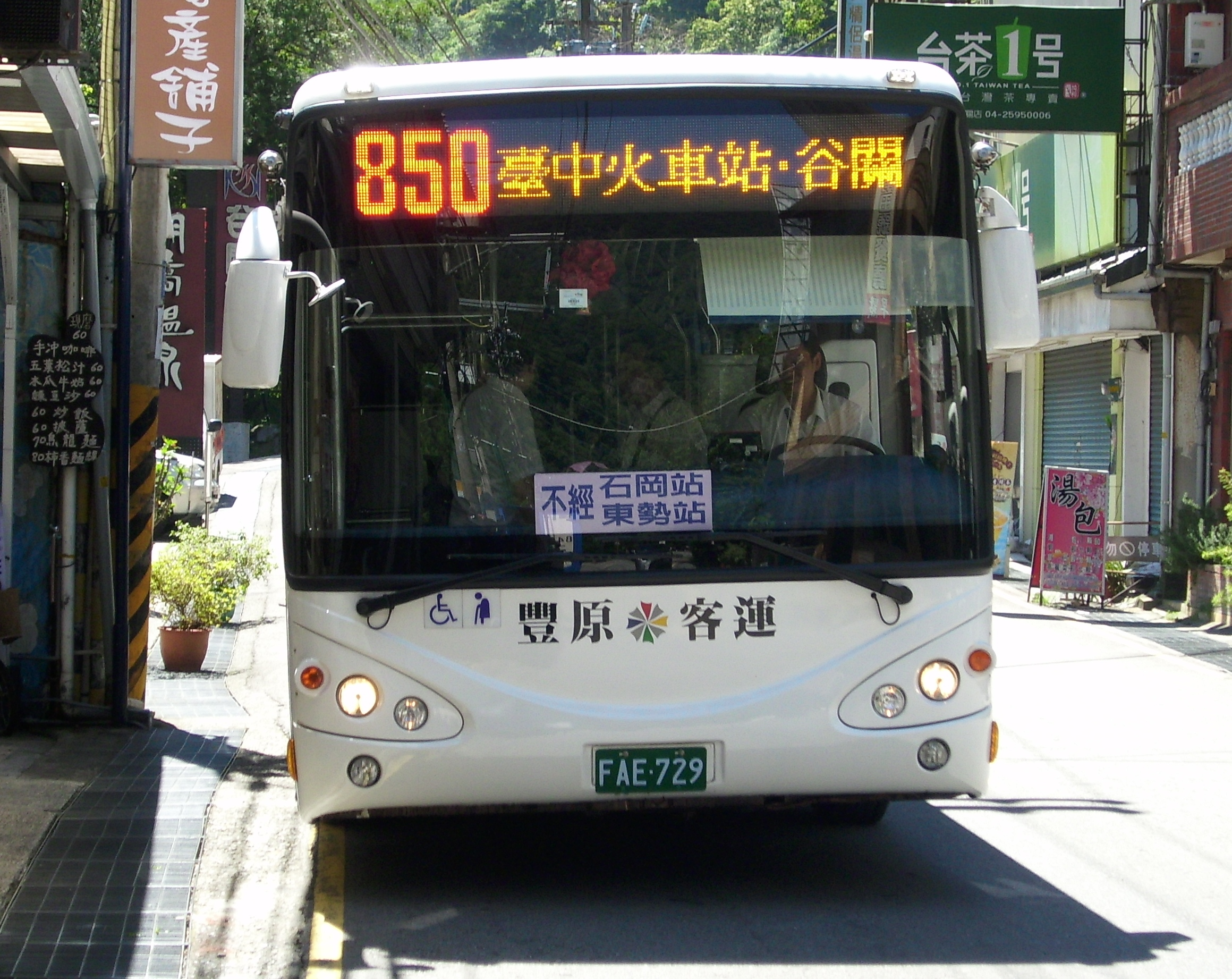
豊原客運850路

台中市公車（路線バス）
- 207路（豊原客運）：豊原 - 谷関[2]
- 850路（同上）：台中駅 - 谷関[3]